# Live at Hammersmith '84
Live at Hammersmith '84 is een livealbum van de Britse progressieve-rockband Jethro Tull met als ondertitel The Friday Rock Show Sessions.
De cd bevat een gedeelte van een concert dat Jethro Tull gaf in Hammersmith Odeon te Londen op 9 september 1984. BBC Radio 1 had het concert op de radio uitgezonden. Er was blijkbaar zo veel positieve respons op gekomen, dat de BBC aan de band had gevraagd of ze het mochten uitbrengen.

## Nummers
1. Locomotive Breath (instrumentaal)
2. Hunting Girl
3. Under Wraps
4. Later, That Same Evening
5. Pussy Willow
6. Living in the Past
7. Locomotive Breath
8. Too Old to Rock-'n-Roll: Too Young to Die!

## Bezetting
- Ian Anderson (zang, akoestische gitaar, dwarsfluit)
- Martin Barre (elektrische gitaar)
- David Pegg (basgitaar)
- Peter-John Vettese (keyboards)
- Doane Perry (drums)